# Мотру
Мотру (рум. Motru) — місто у повіті Горж в Румунії, що має статус муніципію. Адміністративно місту підпорядковані такі села (дані про населення за 2002 рік):
- Дялу-Помілор (289 осіб)
- Инсурецей (529 осіб)
- Леурда (243 особи)
- Лупойца (81 особа)
- Плоштіна (1160 осіб)
- Рипа (402 особи)
- Рошіуца (746 осіб)
- Хорешть (536 осіб)

Місто розташоване на відстані 250 км на захід від Бухареста, 35 км на південний захід від Тиргу-Жіу, 85 км на північний захід від Крайови.

## Населення
За даними перепису населення 2002 року у місті проживали 22 967 осіб.
Національний склад населення міста:
| Національність   | Кількість осіб | Відсоток |
| ---------------- | -------------- | -------- |
| румуни           | 22718          | 98,9%    |
| цигани           | 129            | 0,6%     |
| угорці           | 91             | 0,4%     |
| німці            | 15             | 0,1%     |
| чехи             | 5              | < 0,1%   |
| італійці         | 3              | < 0,1%   |
| словаки          | 2              | < 0,1%   |
| греки            | 2              | < 0,1%   |
| українці         | 1              | < 0,1%   |
| росіяни-липовани | 1              | < 0,1%   |

Рідною мовою назвали:
| Мова      | Кількість осіб | Відсоток |
| --------- | -------------- | -------- |
| румунська | 22762          | 99,1%    |
| циганська | 114            | 0,5%     |
| угорська  | 72             | 0,3%     |
| німецька  | 10             | < 0,1%   |
| чеська    | 6              | < 0,1%   |
| словацька | 2              | < 0,1%   |
| російська | 1              | < 0,1%   |

Склад населення міста за віросповіданням:
| Релігія                             | Кількість осіб | Відсоток |
| ----------------------------------- | -------------- | -------- |
| православні                         | 22289          | 97,0%    |
| п'ятдесятники                       | 238            | 1,0%     |
| римо-католики                       | 187            | 0,8%     |
| баптисти                            | 93             | 0,4%     |
| адвентисти                          | 44             | 0,2%     |
| реформати                           | 31             | 0,1%     |
| греко-католики                      | 30             | 0,1%     |
| бретрени                            | 17             | 0,1%     |
| не релігійні                        | 6              | < 0,1%   |
| унітарії                            | 2              | < 0,1%   |
| атеїсти                             | 2              | < 0,1%   |
| лютерани (Аугсбурзького сповідання) | 1              | < 0,1%   |
| не вказали релігію                  | 7              | < 0,1%   |

## Зовнішні посилання
- Дані про місто Мотру на сайті Ghidul Primăriilor [Архівовано 20 вересня 2012 у Wayback Machine.]